# Masters Formule 3
BP Ultimate Masters Formule 3 je vsakoletna dirka Formule 3 na Nizozemskem, ki je od leta 1991 do leta 2006 potekala na dirkališču Circuit Zandvoort, leta 2007 pa na dirkališču Zolder. Neuradno dirka velja za najpomembnejšo evropsko dirko leta v prvenstvu Formule 3, čeprav nima uradnega statusa. Na dirki so nastopili mnogi kasnejši uspešni dirkači, najbolj znani zmagovalci dirke so David Coulthard, Jos Verstappen, Takuma Sato in Lewis Hamilton, na stopničke pa so se med znanimi dirkači uvrstili Ralf Schumacher, Nelson Angelo Piquet, Adrian Sutil, Nick Heidfeld in Mark Webber.

## Rezultati
| Leto | Zmagovalec       | Drugouvrščeni        | Tretjeuvrščeni        | Pole                 | Najh. krog          |
| ---- | ---------------- | -------------------- | --------------------- | -------------------- | ------------------- |
| 1991 | David Coulthard  | Jordi Gené           | Marcel Albers         | Rubens Barrichello   | Rubens Barrichello  |
| 1992 | Pedro Lamy       | Diogo Castro Santos  | Gil de Ferran         | Kelvin Burt          | Kelvin Burt         |
| 1993 | Jos Verstappen   | Paolo Coloni         | Michael Krumm         | Jos Verstappen       | Michael Krumm       |
| 1994 | Gareth Rees      | Jörg Müller          | Sascha Maassen        | Jörg Müller          | Sascha Maassen      |
| 1995 | Norberto Fontana | Ralf Schumacher      | Helio Castroneves     | Norberto Fontana     | Ralf Schumacher     |
| 1996 | Kurt Mollekens   | Jonny Kane           | Nick Heidfeld         | Kurt Mollekens       | Kurt Mollekens      |
| 1997 | Tom Coronel      | Sebastien Philippe   | Mark Webber           | Sebastien Philippe   | Sebastien Philippe  |
| 1998 | David Saelens    | Enrique Bernoldi     | Mario Haberfeld       | David Saelens        | David Terrien       |
| 1999 | Marc Hynes       | Thomas Mutsch        | Etienne van der Linde | Thomas Mutsch        | Marc Hynes          |
| 2000 | Jonathan Cochet  | Ben Collins          | Tomas Scheckter       | Jonathan Cochet      | Jonathan Cochet     |
| 2001 | Takuma Sato      | André Lotterer       | Anthony Davidson      | Takuma Sato          | Takuma Sato         |
| 2002 | Fabio Carbone    | Olivier Pla          | Tristan Gommendy      | Fabio Carbone        | Bruce Jouanny       |
| 2003 | Christian Klien  | Nelson Angelo Piquet | Ryan Briscoe          | Nelson Angelo Piquet | Ryan Briscoe        |
| 2004 | Alexandre Prémat | Eric Salignon        | Adam Carroll          | Alexandre Prémat     | Eric Salignon       |
| 2005 | Lewis Hamilton   | Adrian Sutil         | Lucas di Grassi       | Lewis Hamilton       | Lewis Hamilton      |
| 2006 | Paul di Resta    | Giedo van der Garde  | Sébastien Buemi       | Giedo van der Garde  | Giedo van der Garde |
| 2007 | Nico Hülkenberg  | Yann Clairay         | Jean Karl Vernay      | Romain Grosjean      | James Jakes         |
| 2008 | Jules Bianchi    | Nicolas Hülkenberg   | Jon Lancaster         | Nicolas Hülkenberg   | Max Chilton         |
| 2009 | Valtteri Bottas  | Mika Mäki            | Stefano Coletti       | Valtteri Bottas      | Valtteri Bottas     |
| 2010 | Valtteri Bottas  | Alexander Sims       | Marco Wittmann        | Alexander Sims       | Jean-Eric Vergne    |